# Parti d'action socialiste arabe de la péninsule Arabique
 (septembre 2011).
Si vous disposez d'ouvrages ou d'articles de référence ou si vous connaissez des sites web de qualité traitant du thème abordé ici, merci de compléter l'article en donnant les références utiles à sa vérifiabilité et en les liant à la section « Notes et références ».
Le Parti socialiste arabe d'action ou le Parti d'action socialiste arabe de la péninsule Arabique (en arabe :حزب العمل الاشتراكي العربي الجزيرة العربية), est un parti politique d'opposition en Arabie saoudite. Il est la branche saoudienne du Parti d'action socialiste arabe (PASA). Il a été fondé en 1972 par des éléments du Mouvement nationaliste arabe et s'est dissous dans les années 1990.

## Profil du parti
Le PASA a réussi à attirer des intellectuels et des éléments de la classe moyenne, et est devenu une force de l'opposition. Idéologiquement, il est partisan du marxisme et du nationalisme arabe. Il a considéré la lutte armée comme la seule option possible pour renverser la monarchie de l'Arabie saoudite. Sa composition est majoritairement chiite. 
Le PASA a été en mesure d'attirer d'anciens membres du Parti démocratique populaire, qui a cessé de fonctionner dans le milieu des années 1970.
Le PASA a soulevé trois principales revendications : l'introduction des libertés politiques, la nationalisation des ressources pétrolières, et mettre fin à la présence militaire étrangère en Arabie saoudite. Il est également opposé à la discrimination contre la minorité chiite.

## Presse
Le parti publie al-Masira qui est son organe central. Il a été imprimé dans la clandestinité en Arabie saoudite sur une base irrégulière. En outre, jusqu'à la répression de 1982, les cadres du parti étaient bien représentés parmi le personnel du journal légal al-Yaum (اليوم).

## Relations avec le FPLP
Le parti est une section du Parti socialiste arabe d'action (PASA), un parti partisan du panarabisme dirigé par le secrétaire général du Front populaire de libération de la Palestine (FPLP), le Palestinien Georges Habache. Mais contrairement à d'autres sections du PASA, le lien avec le FPLP a été plus faible en raison de l'absence d'une forte présence du FPLP en Arabie saoudite. En 1975, le lien entre le parti et le FPLP saoudite a commencé à diminuer et, en 1978, le parti saoudien a rompu son affiliation avec le FPLP. En revanche, le parti a commencé à s’orienter vers la coopération avec d'autres groupes politiques de la région. En 1981, le parti a noué des relations avec le Parti communiste d'Arabie saoudite et le Front populaire pour la libération de Bahreïn en exil.

## Siège de La Mecque de 1979
Le 20 novembre 1979, cinq jours après que des insurgés islamistes eurent pris la Grande Mosquée à La Mecque, le PASA a publié une déclaration, depuis Beyrouth, clarifiant les exigences des insurgés. Le parti a cependant nié toute implication dans l'acte.

## Répression de 1982
En avril 1982, il a été porté un coup sévère au PASA en Arabie saoudite. Les forces saoudiennes ont arrêté des centaines de ses membres. Beaucoup de journalistes ont été arrêtés. À la fin de 1982, une amnistie a été déclarée pour les arrêtés. Cependant, les libérés ont été harcelés par les services gouvernementaux ou ont été privés de voyage à l'étranger. Le journal Al-Yaum est fermé. À la suite de la répression de 1982, le parti a fait une critique de ses positions et de ses actions passés. En janvier 1984, un leadership provisoire a été reconstitué. 
En 1987, le parti a commencé à reconstruire la structure de son organisation.

## Amnistie et le démantèlement
Dans les années 1990, à la suite d'un accord entre le parti et le gouvernement le PASA est démantelé, en échange de l'amnistie des prisonniers politiques. Cinq membres du parti ont été graciés en avril 1990. Un groupe de militants du parti a été gracié à l'Aïd al-Adha 1991.